# سیارک ۴۰۹۹
سیارک ۴۰۹۹ (به انگلیسی: 4099 Wiggins، نامگذاری:1988AB5) چهار هزار و نود و نهمین سیارک کشف شده‌است که در ۱۳ ژانویه ۱۹۸۸ کشف شد.
قدر مطلق سیارک برابر ۵۰.۵ است.